# Francine Niyonizigiye
Francine Niyonizigiye, född 26 september 1988, är en friidrottare från Burundi. Hon deltog vid olympiska sommarspelen 2004 och olympiska sommarspelen 2008.